# Challenger de Zadar 2023
El torneo Zadar Open 2023, denominado por razones de patrocinio Falkensteiner Punta Skala Zadar Open fue un torneo de tenis perteneció al ATP Challenger Tour 2023 en la categoría Challenger 75. Se trató de la 3.ª edición, el torneo tuvo lugar en la ciudad de Zadar (Croacia), desde el 20 hasta el 26 de marzo de 2023 sobre pista de tierra batida al aire libre.

## Jugadores participantes del cuadro de individuales
| Favorito | País                       | Jugador         | Rank1 | Posición en el torneo |
| -------- | -------------------------- | --------------- | ----- | --------------------- |
| 1        | Bandera de China Taipéi    | Chun-hsin Tseng | 125   | Segunda ronda         |
| 2        | Bandera de Eslovaquia      | Jozef Kovalík   | 145   | Segunda ronda         |
| 3        | Bandera del Reino Unido    | Ryan Peniston   | 152   | Primera ronda         |
| 4        | Bandera de Austria         | Sebastian Ofner | 160   | FINAL                 |
| 5        | Bandera de Italia          | Flavio Cobolli  | 165   | Semifinales           |
| 6        | Bandera de Francia         | Laurent Lokoli  | 168   | Baja                  |
| 7        | Bandera de República Checa | Vít Kopřiva     | 169   | Primera ronda         |
| 8        | Bandera de Francia         | Manuel Guinard  | 177   | Primera ronda         |

- 1 Se ha tomado en cuenta el ranking del 13 de marzo de 2023.

### Otros participantes
Los siguientes jugadores recibieron una invitación (wild card), por lo tanto ingresan directamente al cuadro principal (WC):
- Duje Ajduković
- Mili Poljičak
- Dino Prižmić

Los siguientes jugadores ingresan al cuadro principal tras disputar el cuadro clasificatorio (Q):
- Mirza Bašić
- Giovanni Fonio
- Jeremy Jahn
- Julian Ocleppo
- David Pichler
- Giulio Zeppieri

## Campeones

### Individual masculino
- Alessandro Giannessi derrotó en la final a  Sebastian Ofner, 6–4, 5–7, 7–6(6)

### Dobles masculino
- Manuel Guinard /  Nino Serdarušić derrotaron en la final a  Ivan Sabanov /  Matej Sabanov, 6–4, 6–0